# Eustalodes
Eustalodes is een geslacht van vlinders van de familie tastermotten (Gelechiidae).

## Soorten
- E. achrasella (Bradley, 1981)
- E. oenosema Meyrick, 1927